# Paradise, Utah
Paradise är en ort i Cache County i delstaten Utah, USA.